# La Chaise-Dyable
La Chaise-Dyable è il sesto album della band francese Peste Noire pubblicato il 28 aprile 2015.

## Tracce
1. Avant le putsch – 2:15
2. Le dernier putsch – 5:49
3. Payés sur la bête – 6:22
4. Le Diable existe – 9:03
5. À la Chaise-Dyable – 7:57
6. Quand je bois du vin – 4:51
7. Dans ma nuit (2nd version) – 8:06

## Formazione
- Famine - voce, chitarre, basso
- Audrey - voce femminile
- Ardraos - batteria, fisarmonica